# 背起爸爸上学
《背起爸爸上学》是中國大陆第一部親子電影，在台湾又名《背着爸爸上学去》。影片中石娃的原型為當年甘肅省慶陽師範學生李勇。该影片获得中國第五屆大學生電影節特別獎、1997年中國電影華表獎優秀片提名、加拿大蒙特利爾國際電影節參選電影。